# Angelica Morrone di Silvestri
Angelica Morrone (Cosenza, 25 novembre 1965) è una fondista dominicense di origine italiana.
In seguito al matrimonio con il fondista Gary di Silvestri ha aggiunto al proprio il cognome del coniuge e si è iscritta alle lista FIS come Angelica Morrone di Silvestri.

## Biografia
Ha ottenuto assieme al marito la cittadinanza dominicense per l'attività filantropica svolta nel Paese. All'età di 48 anni, dopo aver disputato gare FIS, di Nor-Am Cup e di Australia New Zealand Cup, si è iscritta alla 10 km dei XXII Giochi olimpici invernali di Soči 2014, senza tuttavia prendere il via.